# Limbic Entertainment
Limbic Entertainment ist ein deutscher Entwickler von Videospielen mit Sitz im hessischen Langen.

## Geschichte
Limbic Entertainment wurde im Jahr 2002 von Stephan Winter, Eike Radunz und Alexander Frey gegründet. Zuvor waren sie beim deutschen Entwickler Sunflowers angestellt. 2003 veröffentlichte Limbic Entertainment die Simulation Mein Pferdehof, die sowohl für den PC als auch Game Boy Advance erschien. Nach Unternehmensangaben verkaufte sich das Spiel insgesamt über 800.000 Mal.
Nachdem sich das Entwicklungsstudio einige Jahre auf Spiele für Kinder konzentrierte, entwickelt es heute vor allem Strategiespiele. Für Ubisoft führte das Studio die Strategiereihe Heroes of Might and Magic mit zwei Teilen fort und entwickelte daneben den zehnten Rollenspieltitel der dazugehörigen Hauptreihe Might and Magic.
Am 16. Juni 2017 wurde bekannt, dass Limbic Entertainment den sechsten Ableger der Spielereihe Tropico für den deutschen Publisher Kalypso Media entwickelt. Das Spiel wurde im März 2019 veröffentlicht. Gleichzeitig begann das Studio mit der Entwicklung des Sandbox-Survival-Spiels Memories of Mars für 505 Games, welches zuerst im Juni 2018 über das Steam Early-Access-Programm startete, und schließlich eine Veröffentlichung im März 2020 erhielt.
Im Februar 2020 erwarb der japanische Publisher Bandai Namco eine Minderheitsbeteiligung an Limbic. Der Entwickler erhielt im Gegenzug den Auftrag über die Entwicklung zweier Projekte für den Publisher. Im Zuge seiner Content-Strategie für den europäischen Markt erwarb der Publisher eine Mehrheitsbeteiligung im Oktober 2022. Im Juni 2023 wurde dann das erste Projekt unter Bandai Namco, die Bau- und Management-Simulation Park Beyond, veröffentlicht.
Im Mai 2024 kündigten Winter und Frey ihren Rückzug aus der aktiven Geschäftsführung an. Lionel Lovisa, welcher zuvor als General Studio Manager agierte, übernahm daraufhin die Rolle des Geschäftsführers. Hinzu wurde Gary Paulini als Chief Development Officer (CDO) eingestellt.

## Spiele (Auswahl)
| Veröffentlichung | Titel                        | Herausgeber                |
| ---------------- | ---------------------------- | -------------------------- |
| 2003             | Gefeuert! Dein letzter Tag   | dtp entertainment          |
| 2003             | Pferd & Pony: Mein Pferdehof | dtp Lizenz und Rechte      |
| 2006             | Mein Pferdehof 2             | Limbic Entertainment       |
| 2011             | Might & Magic: Heroes VI     | Ubisoft                    |
| 2013             | Might & Magic X: Legacy      | Ubisoft                    |
| 2015             | Might & Magic: Heroes VII    | Ubisoft                    |
| 2019             | Tropico 6                    | Kalypso Media              |
| 2020             | Memories of Mars             | 505 Games                  |
| 2023             | Park Beyond                  | Bandai Namco Entertainment |